# The Viper Room
Viper Room és una discoteca i local de música en directe situat al Sunset Strip de West Hollywood, Califòrnia, Estats Units. Es va establir amb aquest nom el 14 d'agost de 1993, en copropietat dels actors i coprotagonistes de 21 Jump Street, Johnny Depp i Sal Jenco. La Sala Viper ha patit diversos canvis de propietari. L'últim propietari és el CEO de Viper Holdings, Ltd, James Cooper. Continua acollint música de múltiples gèneres, com ara metal, punk i rock alternatiu. Tot i que es coneix principalment com a sala de concerts, la Viper Room també té un nivell inferior que acull un gran bar de whisky.
El club es va fer conegut com un lloc de trobada per a la jove elit de Hollywood i va guanyar infàmia pels seus incidents relacionats amb les drogues. L'actor River Phoenix va patir una sobredosi fatal de drogues el 1993, l'actor Jason Donovan va patir una convulsió induïda per drogues el 1995, però va sobreviure, i la cantant Courtney Love va sobreviure a una sobredosi el 1995 després que Depp li fes una reanimació cardiopulmonar. El 1997, el cantant Michael Hutchence va fer la seva última actuació pública a la Viper Room abans de suïcidar-se una setmana després.

## Història
L'emplaçament va ser originalment una botiga de queviures des del 1921 fins a la dècada del 1940. A la dècada del 1940, es va convertir en una discoteca anomenada "Cotton Club", completament diferent de l'original de Harlem. Això va ser aviat substituït per "The Greenwich Village Inn", "Rue Angel" i finalment "The Last Call" durant la dècada del 1940. De 1951 a 1969, la ubicació va ser un bar anomenat "The Melody Lounge". El 1969, es va convertir en "Filthy McNasty's". i a la dècada del 1980, un club de jazz anomenat "The Central".
"The Central" era conegut sobretot per les seves nits de jam show els dimarts, on diversos músics coneguts com Joe Cocker, Brian Setzer i Jeff Baxter actuaven i passaven l'estona amb altres persones de la indústria musical. També va acollir molts grups musicals locals com Chuck E. Weiss, que sovint anava acompanyat pels Goddamn Liars. El 1993, el club estava a punt de tancar quan Weiss va suggerir a Depp que revitalitzés el local i el rebategés com a "The Viper Room". Tom Waits també va participar en la remodelació de l'establiment.

### El lloc
Malgrat la mort de River Phoenix l'any que es va obrir el local, el club es va convertir i va seguir sent un punt de trobada per als joves actors i músics més populars de Hollywood. Adam Duritz, el cantant principal de Counting Crows, va treballar com a cambrer al Viper Room a finals de 1994 i principis de 1995 per escapar de la seva nova fama.

### Propietat
Com a part de l'acord judicial d'una demanda contra Johnny Depp i quatre persones més, relacionada amb acusacions de mala gestió dels beneficis, Depp va renunciar a la propietat del Viper Room el 2004. El club va canviar de mans diverses vegades entre el 2004 i el 2016, i  actualment, el club és propietat del CEO de Viper Room Holdings, Ltd., James Cooper.

### Propietat intel·lectual i litigis
Existeix una discoteca a Cincinnati que abans s'anomenava "The Viper Room". El club va canviar el seu nom a "The Poison Room" l'1 de gener de 2006, després que West Hollywood Viper Room els digués que deixessin d'utilitzar el nom. També s'anomenava "Viper Room" un local de Portland el qual se li va demanar també que deixés d'utilitzar el nom sota l'amenaça d'una demanda per marca registrada, i l'antic propietari del Viper Room va afirmar que "cada dòlar que guanyen és el resultat d'utilitzar el nostre nom". A l'estranger, també hi ha un bordell legal a Brisbane anomenat "The Viper Room" i discoteques amb el mateix nom o similar a Harrogate, Sheffield, Estocolm i Viena.
Fins al febrer del 2009, hi havia una discoteca amb el mateix nom a Melbourne. Aquesta va ser tancada a causa d'una sèrie d'incidents violents que van incloure dos tirotejos, així com infraccions de llicència i la detenció d'un copropietari per càrrecs de drogues. El 16 d'abril de 2011, una discoteca anomenada "The Viper Room" va obrir les portes a la ciutat de Nijmegen, als Països Baixos. El club porta el nom del club de Hollywood i està decorat amb el mateix estil que el club americà. El 2016, The Viper Room va començar a emetre avisos de cessament i desistiment als venedors de marxandatge pirata a eBay i altres botigues en línia.
Està previst que l'edifici original on es troba actualment el club sigui enderrocat el 2024 per donar pas a un nou club, uns locals comercials i una torre d'hotel de cinc estrelles.

## Intèrprets que hi han actuat
A petició de Depp, Tom Petty and the Heartbreakers van actuar la nit d'inauguració del club.
Johnny Cash va actuar a la sala, debutant amb material que més tard apareixeria a American Recordings (1994). El 1997, la Viper Room també va ser el lloc d'algunes de les primeres actuacions en directe de John Frusciante durant el seu mal estat físic causat per l'abús de drogues.
Altres artistes inclouen Hot Mom, Avril Lavigne, Neurotic Outsiders (amb Duff McKagan, Steve Jones i John Taylor), The Penfifteen Club, Keanu Reeves (que hi va actuar amb la seva banda Dogstar el 1997), The Cult, Slash, X, Julliette and the Licks, Concrete Blonde, Green Day, Courtney Love, Hole, Joey Ramone, Tenacious D, The Strokes, i Cher.

## En la cultura popular
- A la pel·lícula de 1983 Valley Girl, l'edifici (que aleshores albergava una discoteca anomenada The Central) es va utilitzar per a escenes amb la banda de new wave The Plimsouls.[26]
- A la pel·lícula The Doors (1991) d'⁣Oliver Stone, l'edifici es va utilitzar com a lloc de rodatge per a escenes que representaven la boira londinenca, també de West Hollywood. London Fog era una discoteca menys coneguda a mig camí del Whisky a Go Go, on els Doors van fer els seus primers concerts regulars durant quatre mesos a principis de 1966.[27]
- L'escena del "Ball de la Pantera Rosa" de Charlie's Angels: Full Throttle del 2003 es va filmar al club.[cal citació] tot i que el nom del club es va canviar a la pel·lícula a "The Treasure Chest".
- Diverses escenes de la pel·lícula Be Cool de John Travolta del 2005 es van ambientar al club o dins d'aquest,[28][29] tot i que només es va utilitzar l'exterior del lloc en el rodatge.
- Viper Room també apareix al documental del 2004 Dig! quan els membres de la banda The Brian Jonestown Massacre van començar a barallar-se entre ells a l'escenari mentre actuaven.
- Viper Room va ser una vegada la base d'un ring de pòquer clandestí, suposadament fundat per l'actor Tobey Maguire. El ring sovint incloïa altres actors com Ben Affleck, Leonardo DiCaprio i Matt Damon. El ring de pòquer va inspirar la pel·lícula del 2017 Molly's Game, protagonitzada per Jessica Chastain, en què el club va ser rebatejat com a "The Cobra Lounge".[30]
- La Sala Viper apareix en un episodi de la sèrie paranormal Ghost Adventures com un dels seus llocs de confinament, on van investigar l'edifici durant dos dies.[31] El 2019, BuzzFeed Unsolved Supernatural va filmar un episodi al club.[32]
- El soterrani de la Viper Room és l'escenari de la sèrie inicial de partides de pòquer que va organitzar Molly Bloom.[33]
- El 2019, el videoclip de la cançó "Blow" d'⁣Ed Sheeran, Chris Stapleton i Bruno Mars es va filmar al Viper Room.[34]
- El 2021, la Viper Room va ser el protagonista de l'episodi 2 de la temporada 1 del programa Dark Side of the 90 de Vice Media, titulat "The Viper Room: Hollywood's Sanctuary".[35]